# Уали (некрополь)
Уали (каз. Уәли) — некрополь IX — начала XX века, расположенный в Мангистауском районе Мангистауской области в 60 км северо-восточнее станции железнодорожной станции Сай-Утес, в 5 км к северо-западу от разъезда №6.
Памятник культово-мемориального народного зодчества с широким диапазоном хронологии — от раннего средневековья (IX в.) до начала XX века. Площадь 2,5 га, на которой найдены 328 памятников. 
Более древние памятники занимают юго-западную часть некрополя и представлены койтасами и оградами из естественных известняковых камней круглой, квадратной, прямоугольной и овальной формы. Восточную часть в основном занимают аналогичные ограды с кулпытасами в виде необработанных камней или фигурных плит, напоминающих по силуэту антропоморфные скульптуры. Среди них наиболее примечательным является плита барельефом фигуры человека в головном уборе в виде цилиндра. С южной стороны размещается небольшая однокамерная подземная мечеть и открытые огороженные площадки, планировка которых позволяет предположить, что они служили для исполнения религиозного ритуала захоронения и являлись местом паломничества.
В некрополе хорошо сохранились 5 крупных саганатама и 2 купольных мавзолея. Наиболее примечательным является 2 саганатама в центре некрополя, один из которых сооружён в 1925 году известным мастером Жолыбаем Косымбаевым. Ещё 3 саганатама пребывают в полуразрушенном состоянии.
В 1982 году некрополь Кыргын был включен в список памятников истории и культуры Казахской ССР республиканского значения и взят под охрану государства.